# Championnat de Thaïlande de football 1996-1997
Navigation
Saison suivante
La saison 1996-1997 du Championnat de Thaïlande de football est la 1re édition du championnat de première division en Thaïlande. Les dix-huit meilleurs clubs du pays sont regroupés au sein d'une poule unique, la Thailand Soccer League, où ils s'affrontent deux fois au cours de la saison, à domicile et à l'extérieur. En fin de saison, pour permettre le passage du championnat de 18 à 12 équipes, les six derniers du classement sont relégués et il n'y a aucun club promu. Quant aux quatre premiers, ils disputent la phase finale pour déterminer le vainqueur du championnat.
C'est le Bangkok Bank FC qui remporte le championnat cette saison, après avoir battu le Stock Exchange of Thailand Football Club en finale nationale. C'est le tout premier titre de champion de Thaïlande de ce club.
Le vainqueur du championnat obtient également son billet pour la Ligue des champions de l'AFC suivante tandis que le vainqueur de la Kor Royal Cup accède à la Coupe des Coupes.

## Les 18 clubs participants
| - Bangkok Bank FC - Bangkok Bank of Commerce FC - Krung Thai Bank Football Club - Osotsapa M-150 - Port Authority of Thailand FC - UCOM Raj Pracha - Rajvithi-Agfatech - Royal Thai Air Force FC - Royal Thai Army FC | - Royal Thai Navy FC - Royal Thai Police FC - Singha Tero Sasana - Singha-Thamrongthai - Sinthana FC - Stock Exchange of Thailand Football Club - Thai Farmers Bank FC - Thailand Tobacco Monopoly FC - TOT FC |

## Compétition

### Première phase

#### Classement
Le barème utilisé pour établir le classement est le suivant :
- Victoire : 3 points
- Match nul : 1 point
- Défaite : 0 point

| Rang | Équipe                                   | Pts | J  | G  | N  | P  | Bp | Bc  | Diff |
| ---- | ---------------------------------------- | --- | -- | -- | -- | -- | -- | --- | ---- |
| 1    | Thai Farmers Bank FC                     | 64  | 34 | 18 | 10 | 6  | 56 | 25  | +31  |
| 2    | TOT FC                                   | 62  | 34 | 17 | 11 | 6  | 61 | 35  | +26  |
| 3    | Bangkok Bank FC                          | 62  | 34 | 17 | 11 | 6  | 54 | 34  | +20  |
| 4    | Stock Exchange of Thailand Football Club | 60  | 34 | 17 | 9  | 8  | 59 | 31  | +28  |
| 5    | UCOM Raj Pracha                          | 60  | 34 | 16 | 12 | 6  | 62 | 36  | +26  |
| 6    | Sinthana FC                              | 57  | 34 | 17 | 6  | 11 | 45 | 45  | 0    |
| 7    | Royal Thai Air Force FC (C)              | 54  | 34 | 14 | 12 | 8  | 48 | 35  | +13  |
| 8    | Royal Thai Army FC                       | 54  | 34 | 14 | 12 | 8  | 60 | 50  | +10  |
| 9    | Royal Thai Navy FC                       | 51  | 34 | 13 | 12 | 9  | 44 | 29  | +15  |
| 10   | Royal Thai Police FC                     | 50  | 34 | 13 | 11 | 10 | 53 | 39  | +14  |
| 11   | Port Authority FC                        | 41  | 34 | 9  | 14 | 11 | 44 | 39  | +5   |
| 12   | Singha Tero Sasana                       | 41  | 34 | 9  | 14 | 11 | 37 | 44  | -7   |
| 13   | Thailand Tobacco Monopoly FC             | 35  | 34 | 7  | 14 | 13 | 37 | 44  | -7   |
| 14   | Osotsapa M-150                           | 34  | 34 | 8  | 10 | 16 | 41 | 73  | -32  |
| 15   | Bangkok Bank of Commerce FC              | 32  | 34 | 7  | 11 | 16 | 34 | 47  | -13  |
| 16   | Rajvithi-Agfatech                        | 32  | 34 | 8  | 8  | 18 | 43 | 71  | -28  |
| 17   | Krung Thai Bank FC                       | 24  | 34 | 5  | 9  | 20 | 32 | 54  | -22  |
| 18   | Singha-Thamrongthai                      | 9   | 34 | 1  | 6  | 27 | 26 | 101 | -75  |

|  | Qualification pour la phase finale pour le titre |
|  | Qualification pour la Coupe des Coupes 1997-1998 |
|  | Relégation directe en deuxième division          |
|  | (T) : Tenant du titre (P) : Promu de D2          |

### Phase finale

#### Demi-finales
| Équipe 1                                 | Résultat | Équipe 2          |
| ---------------------------------------- | -------- | ----------------- |
| Stock Exchange of Thailand Football Club | 2 - 0    | Thai Farmers Bank |
| Bangkok Bank FC                          | 3 - 2    | TOT FC            |

#### Finale
| Équipe 1        | Résultat | Équipe 2                   |
| --------------- | -------- | -------------------------- |
| Bangkok Bank FC | 2 - 0    | Stock Exchange of Thailand |

## Bilan de la saison
| Championnat de Thaïlande de football 1996-1997                        | |
| Champion                                                              | Bangkok Bank FC (1er titre) |
| Coupes et trophées                                                    | |
| Vainqueur de la Coupe de Thaïlande 1996-1997                          | Non disputée |
| Qualifications continentales                                          | |
| Ligue des champions 1997-1998                                         | Bangkok Bank FC |
| Coupe des Coupes 1997-1998                                            | Royal Thai Air Force FC |
| Promotions et relégations                                             | |
| Promus en Thailand Soccer League                                      | Aucun |
| Relégués en Championnat de Thaïlande de football de deuxième division | Thailand Tobacco Monopoly FC Osotsapa M-150 Bangkok Bank of Commerce Rajvithi-Agfatech Krung Thai Bank Football Club Singha-Thamrongthai |